# Deutsche Zentrale für Globetrotter

Logo der Deutschen Zentrale für Globetrotter e. V.

Die Deutsche Zentrale für Globetrotter e. V. (dzg) ist mit mehr als 1.000 Mitgliedern in 23 Ländern die größte ideelle und nicht-kommerzielle Gemeinschaft von Globetrottern in Europa und der älteste Globetrotterverein neben dem englischen Globetrotters Club.

## Geschichte
1974 gründeten Ludmilla Tüting, Friedemann von Engel, Lutz Fehling, Norbert Denninghaus, Erich Drönner, Peter Fritze, Werner Göcke, Wolfgang Köhler, Reinhold Korte und Hannelore Vasel den Verein. Als Vorbild diente der 1948 in England gegründete Globetrotters Club. Idee und Name kamen von Ludmilla Tüting, die in ihrem 1972 erschienenen Globetrotter-Handbuch Von Alaska bis Feuerland die 1. Deutsche Zentralstelle für Globetrotter im Impressum angab. Dieser alternative Reiseführer verkaufte sich 70.000 Mal. Darauf kam es 1974 in Hagen zu einem Treffen und zur Vereinsgründung.
Insgesamt hatte der Verein seit seiner Gründung über 3.000 Mitglieder.
Das namensähnliche Unternehmen Deutsche Globetrotter-Zentrale – später Internationale Globetrotter-Zentrale – Interglo, dann Globetrott-Zentrale – hatte keine Verbindungen zum Verein Deutsche Zentrale für Globetrotter. Bernd Tesch gründete es 1975 zunächst als Versand für Reiseführer und richtete später ein Ladengeschäft für Globetrotterausrüstung in Kornelimünster bei Aachen ein.

## Ziele
Ziele sind das Sammeln und Weitergeben von Informationen, Suche nach Reisepartnern, Unterstützung beim Vorbereiten von Weltreisen, die Wiedereingliederung in die Gesellschaft nach Langzeitreisen, völkerverbindende Gedanken sowie die Verbandsarbeit. Der Club fungiert praktisch als „Zufluchtsort“ für Gleichgesinnte zwischen den Reisen.
Unter den Mitgliedern finden sich Backpacker, Rucksackreisende, Sahara-Fahrer, Reisemobilisten, Outdoor-Fans, Weitwanderer, Reiseradler und Radreisende, Tramper, Motorradreisende, Reise-LKW- und 4x4-Fahrer und Wohnmobilisten. Sie bezeichnen sich als Globetrotter oder Weltenbummler, ohne dies auf eine bestimmte Reiseform einzuschränken, selten als Traveller oder Reisende.
Gekennzeichnet sind sie durch einen ausgeprägten Individualismus. Die Globetrotter identifizieren sich mit ihren Reisen. Die Erfüllung, die der Weltenbummler findet, hat für ihn oberste Priorität. Durch die individuelle Organisation von Reisen und die Ablehnung von Pauschalreisen unterscheidet sich der Globetrotter vom Massentourismus.
Die Vereinsarbeit wird ehrenamtlich verwirklicht; kommerzielle Interessen werden nicht verfolgt. Service für Nicht-Mitglieder wird zum Selbstkostenpreis erbracht. Die Mitgliederliste mit Reiseländerregister sowie den Kontaktdaten zu den anderen Mitgliedern dient dem direkten Austausch untereinander und ist nur Mitgliedern zugänglich.

## Publikationen
Die Zeitschrift „Der Trotter“ erscheint seit 1975. Der Trotter erscheint 4 × im Jahr. Bisher sind rund 14.000 redaktionelle Seiten erschienen. Inhaltliche Schwerpunkte sind zu etwa 50 % Reiseberichte, Reisebuch-Rezensionen, Termine, Einladungen zu und Berichte von Globetrottertreffen, Hintergrundartikel zum individuellen Reisen sowie Verbandsmitteilungen.
Seit 1996 betreibt die dzg eine Website. Diese enthält Hintergrundinformationen zum Zweck des Vereins, Informationen zur Reisevorbereitung, Buchrezensionen sowie einen Mitgliederbereich. In diesem befinden sich Länderinformationen mit Reiseberichten und alle bisher erschienenen Ausgaben der Zeitschrift als PDF/A.

## Globetrottertreffen
Seit 1974 organisiert der Verein Globetrottertreffen in Deutschland. Das jährliche Sommertreffen am letzten Juni-Wochenende findet in Hachenburg/Westerwald statt. Neben Lagerfeuer und Gesprächen finden Diavorträge und Flohmarkt, Workshops und Lesungen von Reisebuchautoren statt. Hinzu kommen bundesweit etwa 12 Regionaltreffen, ein Herbsttreffen in der Eifel und ein Wintertreffen im Weserbergland.

## Handbuch der Globetrotter
Das Selbstreise-Handbuch entstand nach Anfragen seit der Gründung. Häufige Interessen wurden zunächst mit losen Seiten wie der Billigflugliste von Udo Schwark beantwortet, die dann Peter Meyer 1984 zum Info-Heft bündelte, das nach der neunten Auflage 1998 abgelöst wurde vom Selbstreise-Handbuch in zwei Bänden, erstellt von Norbert Lüdtke im Auftrag der dzg, erschienen im Peter Meyer Verlag, Frankfurt am Main. Leider ist das Handbuch heute vergriffen.

## Bekannte Mitglieder
- Heinz Rox-Schulz, zusammen mit Oskar Lafontaine Gründer des Abenteuermuseums
- Werner Freund Gründer des Wolfsparks und des Expeditionsmuseums Merzig
- Jochen Bludau
- Gerhard Lenser (Erstbesteiger des Pumori)
- Gunther von Hagens
- Heinz Scheidhauer
- Claus von Carnap-Bornheim
- Gerhard Klingenberg
- Rudolph Chimelli

Zahlreiche Mitglieder schrieben nicht nur im Trotter über ihre Reiseerfahrungen, sondern veröffentlichten Reiseführer. Deren Bücher, die von ihnen gegründeten Reihen und Verlage beeinflussten den Markt der Reiseliteratur grundlegend und sind bis heute bekannt.
Die frühesten Autoren auf dem Sektor der Individual-Reiseführer schlossen sich zur Reihe Globetrotter schreiben für Globetrotter (GsfG) zusammen, etwa Brigitte Blume, Friedemann von Engel, Rainer Lössl, Jens Peters, Rolf Schettler, Heribert Seul, Ludmilla Tüting. Autoren und Selbstverleger dieser Reihe bildeten mit Helmut Hermann, Edgar Hoff, Peter Rump, Sigrid & Wil Tondok und dem bereits 1976 gegründeten Peter Meyer Verlag 1984/85 die Verlegergemeinschaft Individuelles Reisen e. V. (VIR).
Daraus hervor ging der Reise Know-How Verlag. Der Peter Meyer Verlag agiert seit 1991 wieder selbstständig und war weltweit der erste, der seine Reisebücher mit Griffmarken versah. Die Mitglieder Udo Schwark und Gisela Walther waren die ersten, die die Lonely Planet Reiseführer aus dem Englischen übersetzten und nach 1981 im Gisela Walther Verlag verlegten. Auch die Gründer der Verlage Stefan Loose, Michael Müller, Conrad Stein waren Mitglieder der dzg.
Eine Reihe weiterer Mitglieder wurde bekannt, nachdem sie Reiseausrüstung vertrieben und diesen Wirtschaftssektor heute dominieren. So eröffneten Klaus Därr und seine Frau Erika 1976 mit Expeditionsausrüstungen in München das erste Ladengeschäft der Globetrotter-Szene. Wolfgang Maas und Gerhard Lauche gründeten 1978 in München Expeditionsausrüstung Lauche und Maas. Klaus Denart gründete 1979 Globetrotter Ausrüstung in Hamburg als ersten norddeutschen Ausrüsterladen und ist heute der größte Reiseausrüster Europas.